# Communauté de communes du Pays Tarusate
La communauté de communes du Pays Tarusate est une communauté de communes française, située dans le département des Landes, en région Nouvelle-Aquitaine. Elle tire son nom de la tribu gauloise des Tarusates.

## Historique
La communauté de communes du Pays Tarusate a été créée avec 16 communes le 26 décembre 1996 pour une prise d'effet au 31 décembre 1996. 
Le 27 décembre 2002, Carcen-Ponson la rejoint. Le 14 novembre 2003, c'est le tour de Souprosse.
Après la fusion, au 1er janvier 2017, de Boos dans Rion-des-Landes, la communauté compte 17 communes.

## Territoire communautaire

### Géographie
Située au centre  du département des Landes, la communauté de communes du Pays Tarusate regroupe 17 communes et présente une superficie de 599,6 km2. À proximité de Dax et de Mont de Marsan, au cœur des Landes, le Pays Tarusate est composé de trois communes principales Pontonx-sur-l'Adour, Rion-des-Landes et Tartas. 
La forêt de pins des Landes offre un lieu privilégié aux entreprises de la filière bois. Au sud de l’Adour s’étendent les terres agricoles de la Chalosse et du Tursan, propices à l’activité des producteurs de canards gras et autres maïsiculteurs.

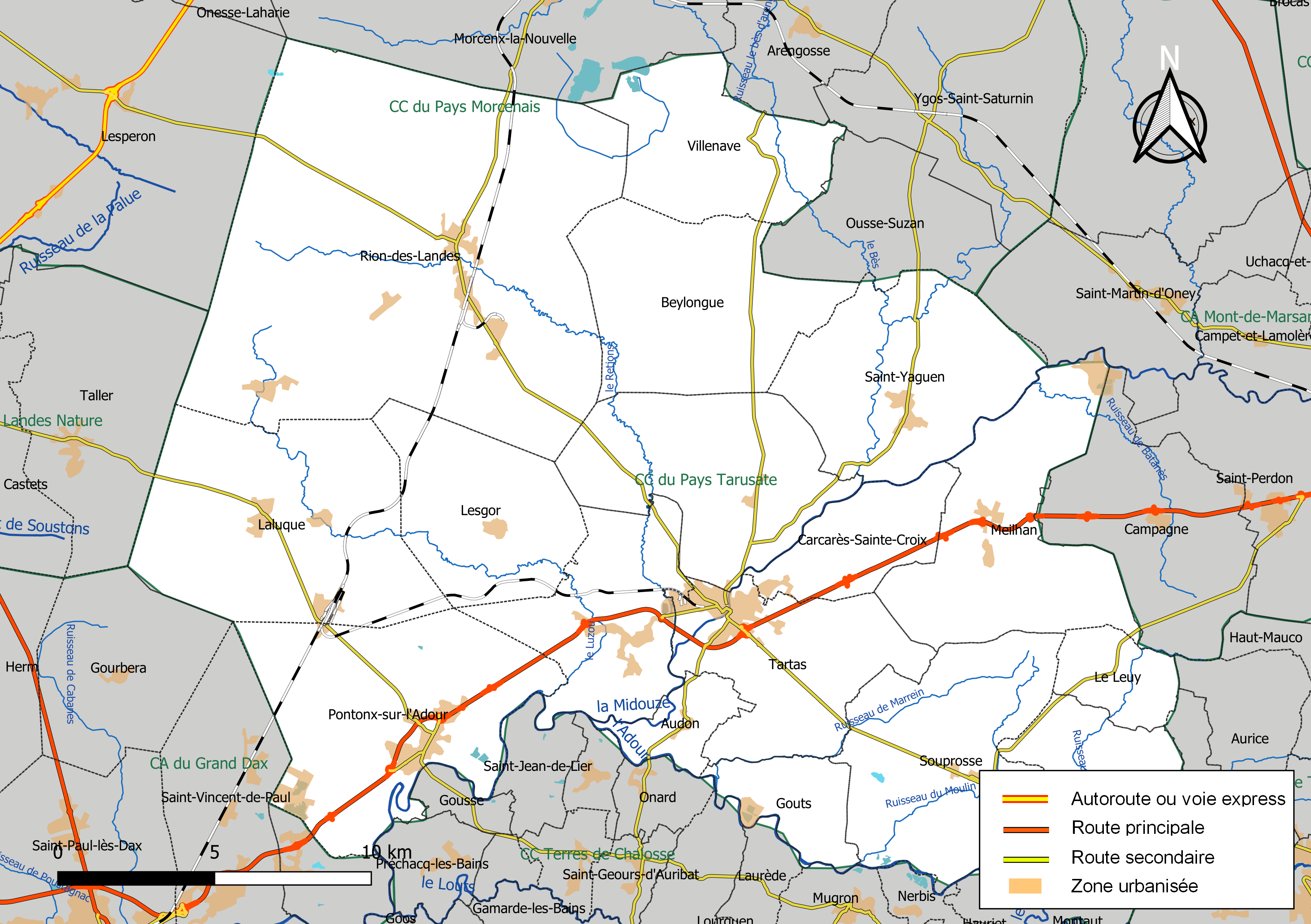
Carte de la communauté de communes du Pays Tarusate au 1er janvier 2019.

### Composition

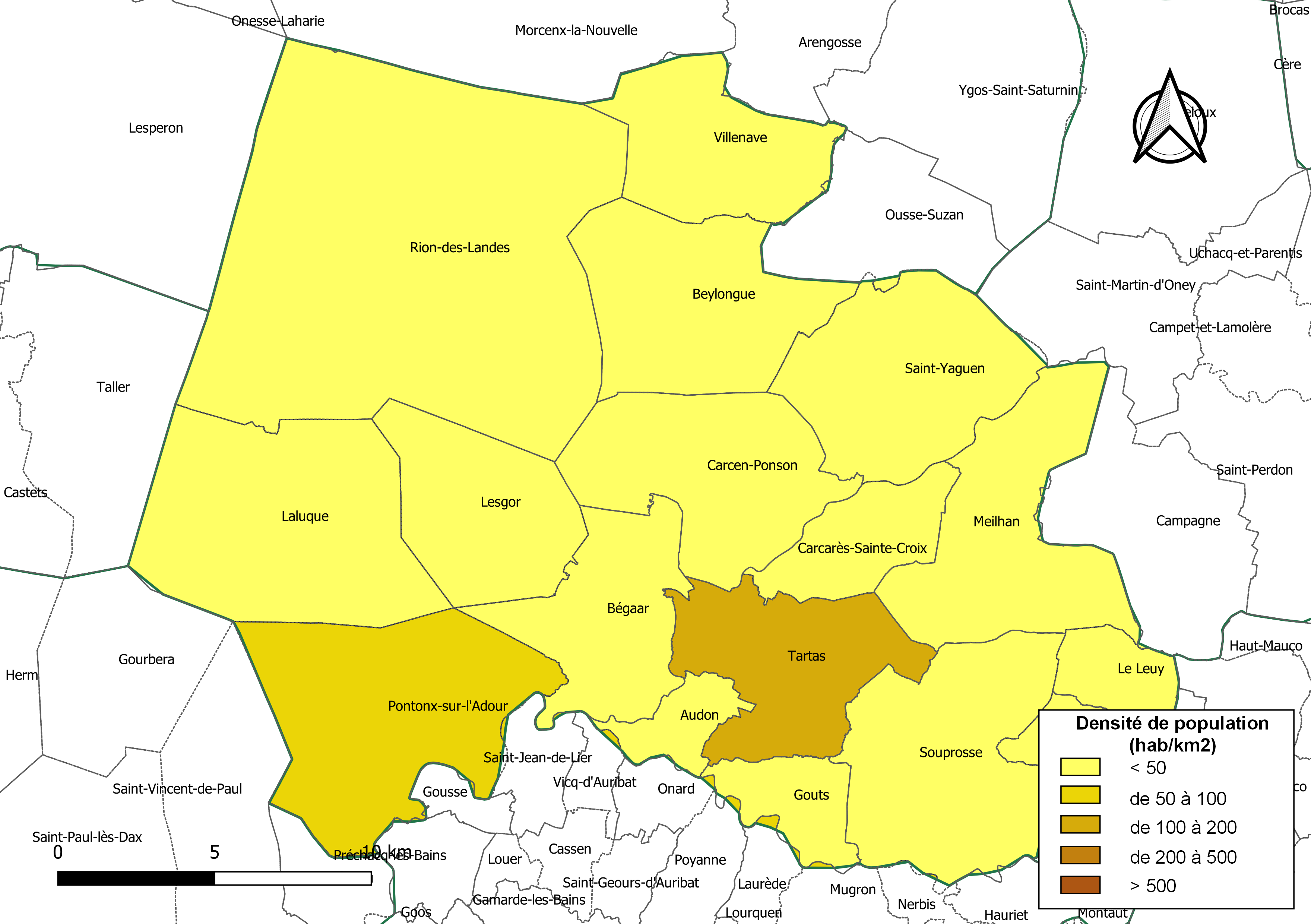
Carte des densités de population (millésimée 2016) des communes de la communauté de communes du Pays Tarusate. Composition en communes au 1er janvier 2019.

La communauté de communes est composée des 17 communes suivantes :

| Nom                   | Code Insee | Gentilé         | Superficie (km2) | Population (dernière pop. légale) | Densité (hab./km2) |
| --------------------- | ---------- | --------------- | ---------------- | --------------------------------- | ------------------ |
| Tartas (siège)        | 40313      | Tarusates       | 30,37            | 3 174 (2022)                      | 105                |
| Audon                 | 40018      | Audonnais       | 7,55             | 410 (2022)                        | 54                 |
| Bégaar                | 40031      | Bégaarois       | 27,8             | 1 233 (2022)                      | 44                 |
| Beylongue             | 40040      | Beylonguais     | 37,51            | 402 (2022)                        | 11                 |
| Carcarès-Sainte-Croix | 40066      | Carcaressois    | 15,57            | 540 (2022)                        | 35                 |
| Carcen-Ponson         | 40067      | Carcénois       | 36,72            | 631 (2022)                        | 17                 |
| Gouts                 | 40116      | Goutsois        | 10,88            | 272 (2022)                        | 25                 |
| Laluque               | 40142      | Laluquois       | 52,81            | 1 086 (2022)                      | 21                 |
| Lamothe               | 40143      | Lamothois       | 12,63            | 305 (2022)                        | 24                 |
| Lesgor                | 40151      | Lesgoriens      | 28,19            | 425 (2022)                        | 15                 |
| Le Leuy               | 40153      | Leuyois         | 9,46             | 228 (2022)                        | 24                 |
| Meilhan               | 40180      | Meilhanais      | 39,07            | 1 206 (2022)                      | 31                 |
| Pontonx-sur-l'Adour   | 40230      | Pontois         | 49,42            | 2 975 (2022)                      | 60                 |
| Rion-des-Landes       | 40243      | Rionnais        | 134,06           | 3 115 (2022)                      | 23                 |
| Saint-Yaguen          | 40285      | Saint-Yaguenois | 37,59            | 628 (2022)                        | 17                 |
| Souprosse             | 40309      | Souprossais     | 42,56            | 1 131 (2022)                      | 27                 |
| Villenave             | 40330      | Villenavais     | 27,37            | 313 (2022)                        | 11                 |

### Démographie
| 1968   | 1975   | 1982   | 1990   | 1999   | 2010   | 2015   | 2021   |
| ------ | ------ | ------ | ------ | ------ | ------ | ------ | ------ |
| 14 792 | 14 575 | 14 205 | 14 217 | 14 185 | 16 165 | 17 426 | 17 934 |

## Administration
| Période                                  | Période      | Identité       | Étiquette | Qualité                                |
| ---------------------------------------- | ------------ | -------------- | --------- | -------------------------------------- |
| 1997                                     | 22 juin 2017 | Joël Goyheneix | PS        | maire de Rion-des-Landes (1995-2014)   |
| 22 juin 2017                             | En cours     | Laurent Civel  | PS        | Maire de Rion-des-Landes (depuis 2014) |
| Les données manquantes sont à compléter. |              |                |           |                                        |

## Compétences
La communauté de communes exerce de plein droit en lieu et place des communes membres pour la conduite d’actions d’intérêt communautaire, les compétences relevant de chacun des groupes suivants :

### Compétences obligatoires

#### Aménagement de l’espace
- Participation à l’élaboration du Plan départemental des itinéraires de promenade et de randonnée.
- Élaboration d’un schéma directeur d’assainissement conformément aux préconisations de la loi du 3 janvier 1992.
- Proposition de fixation du périmètre du SCOT (Schéma de COhérence Territoriale), élaboration, approbation, suivi et révision de ce schéma.
- Création et réalisation de zones d’aménagement concerté (ZAC). Sont d’intérêt communautaire les ZAC recevant de l’activité économique sur plus de 80 % de leur surface.
- Équipements et actions relatifs à la mise en place, au fonctionnement et au développement de systèmes d’informations géographiques (SIG) et notamment, équipement des communes membres en logiciels et matériels (à l’exclusion du matériel qui n’est pas exclusivement dédié au SIG).
- Participation à la construction ou la réhabilitation des centres d’incendie et de secours du territoire.
- Conformément aux dispositions de la loi no 99-533 du 25 juin 1999 d’orientation pour l’aménagement et le développement durable du territoire et du décret no 2000-909 du 19 septembre 2000 relatif aux Pays, la communauté de communes participe dans le cadre de ses compétences, aux activités du Groupement d’intérêt public d’aménagement du territoire du Pays Adour Chalosse Tursan, apporte un soutien aux actions conduites dans le cadre de la charte de pays et bénéficie des politiques contractuelles ou opérations qui en découlent.

#### Actions de développement économique
- Création, aménagement, équipement, gestion et entretien de toutes les zones d’activités nouvelles à caractère industriel, artisanal, commercial et tertiaire ainsi que des zones d’activités touristiques nouvelles de plus de dix hectares. La communauté de communes du Pays Tarusate est également compétente en matière de création de zones d’activités économiques communautaires contiguës aux zones communales existantes, de leur gestion et de leur entretien. Les zones existantes suivantes, entretenues et gérées par les communes, restent de la compétence de ces dernières :
  - 1re tranche de la zone artisanale de Pelletet à Rion-des-Landes ;
  - zone d’entreprises de Pontonx-sur-l’Adour (1re tranche : lots1.1, 1.2, 3.1 et 4.1 ; 2e tranche : lots 1 et 2, îlots no 10, 13, 14, 16) ;
  - zone d’activité de la Gare de Laluque : lots no 1 (Ag ralia) et 2 (Valorige) ;
  - zone artisanale du Tucat à Bégaar ;
  - zone artisanale de Ladevie à Carcarès-Sainte-Croix ;
  - zones d’activités du Harram et du Brana à Meilhan ;
  - zone artisanale de Mouneou à Tartas.
- Toute action visant à favoriser l’accueil et le développement de l’activité des entreprises dans le respect de la réglementation et de la législation existante par :
  - un appui technique aux porteurs de projets ;
  - la mise à disposition de terrains et de bâtiments industriels ou artisanaux ;
  - la création de pépinières d’entreprises, d’incubateurs d’entreprises ou d’ateliers relais ;
  - la mise en place d’actions collectives de redynamisation du commerce et de l’artisanat à l’échelle du territoire de type ORAC, OMPAPE… ;
- Toute action de développement économique menée dans le cadre d’une politique élaborée par la communauté de communes, visant à soutenir l’activité dans les secteurs de l’agriculture et de la sylviculture, du tourisme, dans le respect de la législation et de la réglementation en vigueur.

### Compétences optionnelles

#### Protection et mise en valeur de l’environnement
- Protection et gestion des espaces naturels d’intérêt communautaire : site d’Arjuzanx ; y compris l’ouverture au public et la valorisation économique dans une perspective de développement durable.
- Adhésion au Syndicat mixte de gestion des milieux naturels par acceptation des statuts.
- Actions de protection contre les nuisibles : participation à la campagne de lutte contre les ragondins sur l’ensemble du territoire communautaire sous quelque forme que ce soit.
- Études et actions permettant de résoudre le problème des animaux errants sur le territoire communautaire : adhésion à une fourrière.

#### Politique du logement social d’intérêt communautaire et actions en faveur du logement social des personnes défavorisées
- Études et mise en œuvre d’opérations programmées d'amélioration de l'habitat (OPAH) et des projets d'intérêt général (PIG). Dans le cadre d’une OPAH, afin d’aider les familles défavorisées, la communauté majorera la subvention en vue d’inciter les propriétaires bailleurs à conventionner les logements réhabilités.
- Élaboration et réalisation d’un programme local de l'habitat.
- Participation aux actions menées par l’établissement public foncier local.
- Mise en place et gestion d’un observatoire et d'un guichet logement et habitat.
- Mise en œuvre d’une politique d’insertion par le logement.
- Contribution au développement du logement social par la mise en place d’un dispositif d’aide financière à destination des bailleurs sociaux.

#### Voirie d’intérêt communautaire
Création, aménagement et entretien de la voirie d’intérêt communautaire comprenant la chaussée et ses accessoires. Est d’intérêt communautaire la voirie dont le tracé figure sur la carte annexée aux statuts de l'intercommunalité.

#### Action sociale, éducative, culturelle et sportive

##### Action culturelle, éducative et sportive
- Développement et diffusion d’actions ou de manifestations culturelles susceptibles de mettre en valeur le patrimoine du Pays Tarusate : soutien à la mise en place d’une programmation « saison culturelle du Pays Tarusate ».
- Soutien financier aux initiatives et créateurs culturels du territoire, après étude des dossiers.
- Coordination de l’activité des médiathèques et bibliothèques du Pays Tarusate et actions de promotion communautaire de la lecture.
- Adhésion, pour le compte des communes membres, à l’École nationale de musique et de danse des Landes.
- Octroi d’une bourse, calculée sur la base du quotient familial, aux parents ayant un ou plusieurs enfants inscrits à l’École nationale de musique et de danse des Landes
- Mise en œuvre d’actions d’information et d’initiation dans le domaine des nouvelles technologies de communication.
- Mise en place et gestion des « coupons sport et culture » permettant aux enfants résidant sur le territoire communautaire un meilleur accès aux pratiques sportives et à l’animation culturelle.
- Construction et gestion du bâtiment siège du district départemental de football ; soutien financier à la construction de modules d’hébergement collectifs réalisés par le district et à l’aménagement du siège du comité des Landes de rugby.

##### Action sociale
- Lutte contre l’illettrisme.
- Cotisations pour le compte des communes membres au fonds d’aide à l’insertion des jeunes (FAIJ) et au fonds solidarité logement (FSL).
- Création et gestion d’un point accueil demandeurs d’emploi.
- Soutien à l’activité des associations d’insertion du territoire communautaire.
- Création et gestion d’un centre intercommunal d'action sociale (CIAS) assurant la coordination des centres communaux d'action sociale (CCAS), et compétent en matière d’aide ménagère à domicile, de gestion de l’allocation personnalisée à l’autonomie, de portage de repas à domicile, de gestion d'Établissement d'hébergement pour personnes âgées dépendantes (EHPAD).
- Construction d'EHPAD dont le CIAS assurera la gestion.

#### Élimination et valorisation des déchets des ménages et déchets assimilés
La collecte et le traitement des ordures ménagères sont de compétence communautaire. Afin d’exercer cette compétence, la communauté de communes adhère au syndicat intercommunal d'enlèvement et de traitement des ordures ménagères (SIETOM) de Chalosse.

### Compétences facultatives

#### Tourisme
- Accueil et information des touristes.
- Promotion touristique du territoire de la communauté de communes.
- Coordination des interventions des différents partenaires du développement touristique local.

Ces missions seront confiées à l’office de tourisme du Pays Tarusate, créé par la communauté de communes.